# Gerd Stieler
Gerd Stieler (* 18. Juni 1943; † 1997) war ein deutscher Fußballspieler. Von 1967 bis 1973 spielte er für den FC Rot-Weiß Erfurt in der DDR-Oberliga, der höchsten Spielklasse im DDR-Fußball.

## Sportliche Laufbahn
Im Alter von 18 Jahren bestritt Gerd Stieler seine ersten Spiele in der zweitklassigen DDR-Liga. Aus dem Nachwuchs der Betriebssportgemeinschaft (BSG) Turbine Waldersee kommend, hatte er sich zu Beginn der Saison 1961/62 dem DDR-Ligisten Motor Dessau angeschlossen. Die Saison diente dazu, den DDR-Fußball nach fünf Jahren Kalenderjahrspielzeit wieder auf den Sommer-Frühjahr-Rhythmus umzustellen. Dazu mussten in der DDR-Liga 39 Punktspiele ausgetragen werden, von denen Neuling Stieler bereits 20 absolvierte und sich mit sieben Treffern auch als Torschütze empfahl. Da Motor Dessau am Ende der Saison als Absteiger feststand, musste die Mannschaft 1962/63 in der Bezirksliga antreten, schaffte aber umgehend den Wiederaufstieg. Von der Saison 1963/64 an wurden in der DDR-Liga jeweils 30 Spiele ausgetragen. Stieler bestritt in Dessau noch drei Spielzeiten in der DDR-Liga und wurde in 77 der 90 ausgetragenen Punktspiele eingesetzt. Dabei entwickelte er sich zu einem der treffsichersten Spieler. 1964 und 1966 wurde er mit 13 (zusammen mit Günter Sens) bzw. 12 Treffern jeweils Torschützenkönig der Dessauer.
Zur Saison 1966/67 wechselte Stieler zum FC Rot-Weiß Erfurt, der zuvor aus der DDR-Oberliga abstiegen war. Mit dem Einsatz in allen 30 Ligaspielen und elf Toren hatte Stieler maßgeblichen Anteil am sofortigen Wiederaufstieg. In der DDR-Spitzenliga fand sich Stieler schon in seiner ersten Saison zurecht und konnte seine Stellung als Stammspieler in der Erfurter Mannschaft behaupten. In der Spielzeit 1967/68 wurde er in allen 26 Oberligaspielen eingesetzt und war mit elf Treffern wieder bester Schütze seiner Mannschaft. Seine guten Leistungen wurden Anfang 1968 mit der Berufung in die Fußballnationalmannschaft der DDR belohnt, die im Januar eine Reihe von Testspielen gegen südamerikanische Klubs absolvierte. Stieler kam zu einem Einsatz, als er beim 4:2-Sieg über Racing Buenos Aires in der 61. Minute eingewechselt wurde, danach kam es zu keinen weiteren Auswahlspielen. Stieler spielte mit dem FC Rot-Weiß bis 1971 weiter in der Oberliga, wobei er nur in zwei Spielen fehlte. 1971 stiegen die Erfurter erneut aus der Oberliga ab, stiegen aber ebenso sofort wieder auf. Gerd Stieler als Mannschaftskapitän war daran mit 19 von 20 Punktspielen sowie sieben Aufstiegsspielen mit insgesamt 17 Toren beteiligt. Obwohl in den Vorschauen für die Oberligasaison 1972/73 Stielers Ende seiner leistungssportlichen Laufbahn publiziert wurde, kam er dennoch in der Rückrunde noch zu acht Oberligaeinsätzen.
Erst zur Saison 1973/74 wechselte er im Alter von 30 Jahren zum drittklassigen Bezirksligisten TSG Ruhla und stieg mit der Mannschaft sofort in die DDR-Liga auf. Seine 21 Punktspieleinsätze (von 22) und vier Tore reichten nicht zum Klassenerhalt. Darauf wechselte Stieler noch einmal und schloss sich dem DDR-Ligisten Zentronik Sömmerda an. Auch dort wurde er zum Schlüsselspieler, denn in seinen drei Sömmerdaer DDR-Liga-Spielzeiten absolvierte er 56 von 66 Punktspielen. Dabei erzielte er 38 Tore, mit denen er in jeder Saison Torschützenkönig der Mannschaft wurde. Im Sommer 1978 beendete er endgültig seine Laufbahn im höherklassigen Fußball, nachdem er 110 Oberligaspiele mit 30 Toren und 223 DDR-Liga-Spiele mit 109 Toren absolviert hatte. Bei der ZSG Schlotheim war er noch einige Zeit als Freizeitfußballer aktiv und stieg mit ihr 1981 in die viertklassige Bezirksklasse auf. Später war er als Nachwuchstrainer im Bezirkstrainingszentrum Erfurt und bei FC Rot-Weiß Erfurt tätig.